# 金祖昌
金祖昌（?—?），江苏吴县人，清朝政治人物。
乾隆十六年（1751年）辛未科进士。乾隆二十五年（1760年）至乾隆二十八年（1763年），擔任利川知县。